# Experimentos de conformidade de Asch

As cartas usadas no experimento. A carta da esquerda é a linha de referência e a da direita mostra as três linhas para comparar.

Os experimentos de conformidade de Asch ou experimentos de conformidade com o grupo de Asch foram uma série de experimentos realizados em 1951 por Solomon Asch, que demonstraram significativamente o poder da conformidade nos grupos.

## Experimentos de conformidade
Asch é mais conhecido por seus experimentos de conformidade. Sua principal descoberta foi que a pressão dos colegas pode mudar de opinião e até de percepção. Asch perguntou: 1) Até que ponto as forças sociais alteram a opinião das pessoas? 2) Qual aspecto da influência do grupo é mais importante — o tamanho da maioria ou da unanimidade de opinião?
O experimento de conformidade de Asch foi conduzido usando 123 participantes do sexo masculino que foram informados de que seriam parte de um experimento em julgamento visual. Cada sujeito foi colocado em um grupo com 5 a 7 confederados (pessoas que conheciam os verdadeiros objetivos do experimento, mas foram apresentados como participantes ao ingênuo participante "real"). Ao grupo foi mostrado um cartão com uma linha, seguido por outro cartão com três linhas nos rótulos a, bec. Os participantes foram convidados a dizer qual linha correspondia ao comprimento da linha no primeiro cartão. Cada questão de linha foi chamada de "julgamento". O participante "real" respondeu por último ou penúltimo. Nos dois primeiros ensaios, o sujeito se sentiria à vontade no experimento, pois ele e os outros "participantes" deram a resposta óbvia e correta. No entanto, após o quarto julgamento, todos os confederados respondem com a resposta claramente errada em certos pontos, de modo que em 12 dos 18 julgamentos todos deram a resposta errada. Os 12 julgamentos em que os confederados responderam incorretamente foram os "julgamentos críticos". O participante poderia, assim, ignorar a maioria e seguir com seus próprios sentidos ou poderia ir junto com a maioria e ignorar o fato claramente óbvio. O objetivo era ver se o participante real mudaria sua resposta e responderia da mesma maneira que os confederados ou seguiria o que seus olhos lhe diziam claramente.
Asch descobriu que cerca de 1/4 de todos os indivíduos resistem com sucesso a essa forma de pressão social, 1/20 sucumbe completamente, enquanto o restante se conforma à opinião manifestamente incorreta da maioria apenas em algumas rodadas experimentais. Asch sugeriu que esse procedimento criou uma dúvida na mente dos participantes sobre a resposta aparentemente óbvia. Os participantes relataram que a linha correta, mas rejeitada, era quase, mas não totalmente, igual à linha padrão. Asch também descobriu que a eficácia da pressão do grupo aumentou significativamente de 1 para 3 pessoas, respondendo por unanimidade incorretamente. No entanto, não houve muito aumento depois disso. Ele também descobriu que quando um confederado respondeu corretamente, o poder da maioria de influenciar o assunto diminuiu substancialmente.
Asch disse a seus colegas que seus estudos de conformidade foram informados por suas experiências de infância na Polônia. Ele lembrou ter sete anos e ficar acordado para sua primeira noite de Páscoa. Ele se lembra de ter visto sua avó derramar um copo extra de vinho. Quando ele perguntou para quem era o copo de vinho, ela disse que era para o profeta Elias. Ele então perguntou se Elijah realmente tomaria um gole do copo e seu tio garantiu que sim. O tio dele disse para ele observar de perto quando chegasse a hora. "Cheio de um senso de sugestão e expectativa," Asch "pensou ter visto o nível de vinho no copo cair um pouco". Assim, no início da vida, Asch sucumbiu à pressão social, uma experiência que o levou a investigar a conformidade mais tarde na vida.